# 小山林平
小山 林平（こやま りんぺい、1898年（明治31年）1月22日 - 1976年（昭和51年））は、日本の政治家。東京都東村山市長（1期）。

## 経歴
東京府北多摩郡東村山村(のち東村山町、現・東村山市)で生まれる。東村山村立化成尋常高等小学校(現在の東村山市立化成小学校)卒。卒業後は農業に従事する。1942年（昭和17年）に東村山町会議員に当選。1955年（昭和30年）に東村山町長に当選する。
東村山町は交通の発達などによって人口が急増した。小山は町長時代から東村山の都市化を見越して、人口増加に対応した街づくりを推進した。町長3期目の1963年（昭和38年）東村山町は人口が5万人を突破、市成立の要件が整い、翌1964年（昭和39年）に東村山市が発足、小山は初代市長となった。
市長は町長時代から3期務め、1967年（昭和42年）に退任した。このほか東京都農業会議委員、北多摩昭和病院組合議会議長、関東市長会理事などを務めた。
1976年（昭和51年）死去。同年8月16日、明法高等学校講堂において葬儀が行われた。